# TSZ Aachen
Das Tanzsportzentrum Aachen e. V. ist ein deutscher Tanzsportverein mit Sitz in Aachen, der seinen Schwerpunkt ganz auf das lateinamerikanische Formationstanzen legt. Er wurde am 6. Februar 2002 gegründet und entstand durch Ausgründung der sehr erfolgreichen Formationsabteilung des TSC Schwarz-Gelb Aachen.

## Lateinformationen

### A-Team
Das A-Team startete in der Saison 2002/03 mit dem Thema „Gypsy“. Es folgten 2003/04 „Latin America“ und 2004/05 „Cuba!“.
- 2002/03: „Gypsy“, 1. Platz
- 2003/04: „Latin America“, 3. Platz, Trainer: Petra Heiduk, Richard Erning, Brian Torner
- 2004/05: „Cuba!“, 4. Platz, Trainer: Roman Frieling, Pamela Frieling, Dirk Reißer

Im Jahr 2005 verließen viele Mitglieder den Verein, so dass der zeitweilig mitgliederstarke Club nur noch mit einem Team in der 1. Bundesliga startete. Trotzdem konnte der Verein in der Saison 2005/06 den Abstieg verhindern. Im Jahr 2006 verpflichtete das TSZ Aachen Oliver Seefeldt als Cheftrainer. Oliver Seefeldt war Tänzer und Trainer und darüber hinaus einem breiten Publikum durch die Teilnahme an zwei Staffeln der RTL-Show „Let’s Dance“ bekannt.
- 2005/06: „Saturday Night Fever“, 6. Platz, Trainer: Nicole Scheel, Jürgen Eschweiler
- 2006/07: „Time“, 6. Platz, Trainer: Oliver Seefeldt, Jürgen Eschweiler, Anna Karina Mosmann, Patrick van Tetering
- 2007/08: „Mysterious Nights“, 7. Platz (Abstieg), Trainer: Oliver Seefeldt, Jürgen Eschweiler, Anna Karina Mosmann, Patrick van Tetering

Nach 21 Jahren in der ersten Bundesliga (inkl. der Zeit im TSC Schwarz-Gelb Aachen) stieg die Mannschaft des TSZ Aachen 2008 in die 2. Bundesliga ab.

### Formationsgemeinschaft
Für die Saison 2008/09 schloss sich der Verein mit dem TD TSC Düsseldorf Rot-Weiss zu einer Formationsgemeinschaft zusammen, welche sowohl in der ersten (Startplatz von Düsseldorf) als auch in der zweiten Bundesliga (Startplatz von Aachen) an den Start ging. Die Trainer des gemeinsamen A-Teams waren zunächst Oliver Seefeldt, Patrick van Tetering und Anna Karina Mosmann.
Die Formationsgemeinschaft trat von der Saison 2008/09 bis zur Saison 2015/16 gemeinsam an. Die musikalischen Themen waren:
- 2008/09: „Mambo Kings“, 4. Platz, Trainer: Oliver Seefeldt, Patrick van Tetering, Anna Karina Mosmann
- 2009/10: „Himmelsstürmer“, 4. Platz, Trainer: Oliver Seefeldt, Patrick van Tetering
- 2010/11: „Like A Rose“, 2. Platz, Trainer: Oliver Seefeldt, Bernd Waldschmidt
- 2011/12: „Like A Rose“, 2. Platz, Trainer: Oliver Seefeldt, Bernd Waldschmidt
- 2012/13: „Prince of Persia“, 2. Platz, Trainer: Oliver Seefeldt, Bernd Waldschmidt
- 2013/14: „Persia – A New Experience“, 2. Platz, Trainer: Oliver Seefeldt, Bernd Waldschmidt
- 2014/15: „Showstars – Rise & Shine“, 2. Platz, Trainer: Oliver Seefeldt, Valentin Lusin, Rico Grein
- 2015/16: „Showstars“, 4. Platz, Trainer: Oliver Seefeldt, Torben Bölk, Valentin Lusin

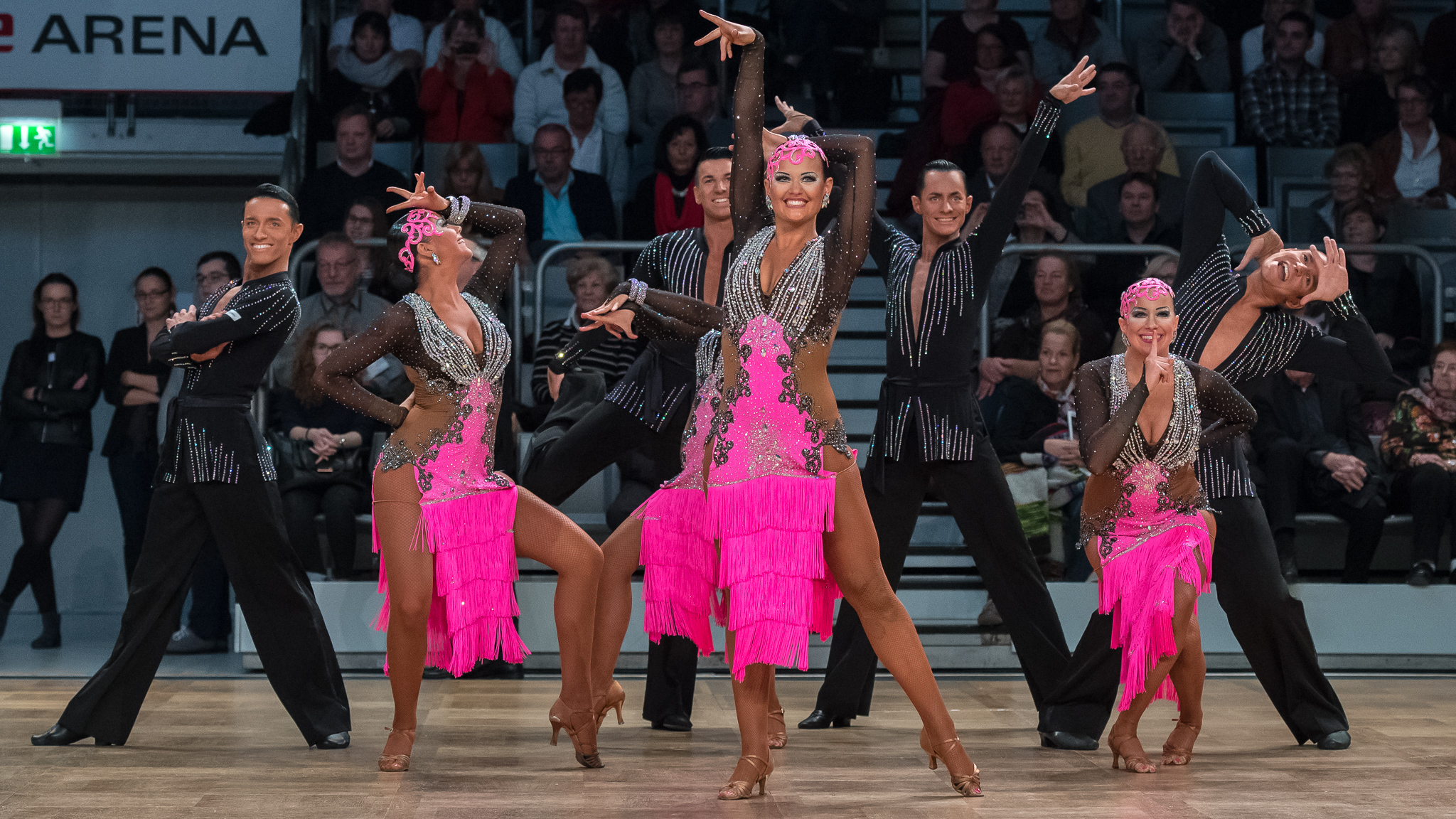
Formationsgemeinschaft TSZ Aachen/Boston Club Düsseldorf bei der Deutschen Meisterschaft der Formationen 2016

Nach der Saison 2015/16 kündigte der TD TSC Düsseldorf Rot-Weiss die Zusammenarbeit mit dem TSZ Aachen auf. Das TSZ Aachen bildete daraufhin eine Formationsgemeinschaft mit dem Boston-Club Düsseldorf, mit der es in der Saison 2016/17 in der 1. Bundesliga und in der Saison 2017/18 in der 2. Bundesliga jeweils mit dem musikalischen Thema „Der große Gatsby“ antrat.
- 2016/17: „Der große Gatsby“, 7. Platz, Trainer: Torben Bölk, Alla Bastert-Tkachenko, Marion Kegenhoff
- 2017/18: „Der große Gatsby“, 1. Platz (2. Bundesliga), Trainer: Torben Bölk, Marion Kegenhoff

### Weitere Lateinformationen
Das ehemalige B-Team des Vereines, das zum ersten Mal wieder in der Saison 2007/08 mit dem Thema „Saturday Night Fever“ in der Landesliga West Latein an den Start ging, tanzte in der Saison 2008/09 als neues A-Team des TSZ Aachen zum selben Thema wie das A-Team der Formationsgemeinschaft in der Landesliga. Mit fünf ersten Plätzen gewann es die Landesligasaison (Landesliga West I Latein) und konnte sich somit für das Aufstiegsturnier zur Oberliga qualifizieren. In den Saisons 2009/10 bis 2012/13 tanzte das Team in der Oberliga West Latein.